# Chartreuse de Mantoue
 (avril 2020).
La Chartreuse de la Sainte-Trinité est un ancien monastère chartreux situé à Castelnuovo Angeli, au bord de la Mincio, près de Mantoue, en Italie.

## Histoire
En 1397, Jean-François de Gonzague, marquis de Mantoue demande sans succès à Rome de donner l'église de Saint-Barthélemy aux ermites de Saint-Paul, aux olivetiens ou aux chartreux. Il confie, en 1408, à ces derniers une nouvelle église et un couvent dans la localité de « Castelnovo » ou „ Curtatonum “ à Santa Maria degli Angeli (aujourd'hui Castelnuovo Angeli). Ses successeurs se montrent de grands bienfaiteurs de la maison, qui devient une des plus importantes de la province cartusienne de Lombardie.
Les chartreux reçoivent d'importants legs pour l'entretien du couvent, y compris de la cour de Castelnuovo. L'institution est  approuvée en 1425 par le pape Martin V et consacrée seulement en 1448. 
En 1427, Jean-François de Gonzague établit pour les chartreux un refuge dans la ville de Mantoue, avec une église, sous le titre de Sainte-Croix de Vecchia.
Elle souffre terriblement de la peste en 1630. 
Elle est supprimée par Joseph II en 1782.

## Moines notables

### Autres
- Jean le chartreux, dit de Mantoue (latin : Joannes Carthusianus ou Carthusianus Mantuæ), musicien du XVe siècle[1].
- Zaccaria Ferrari (1479-†1524), entre dans la congrégation bénédictine de Sainte-Justine de Padoue, docteur en théologie, passe en 1508 à la chartreuse de Venise, puis en 1509, à Mantoue, nommé évêque de Guardialfiera (it) en 1519[2].